# Eudore d'Alexandrie
Pour les articles homonymes, voir Eudore.
Eudore d'Alexandrie est un philosophe qui fonda l'école néopythagoricienne d'Alexandrie vers 40 av. J.-C., pendant que Nigidius Figulus fondait aussi le néopythagorisme, mais à Rome et un peu plus tôt, vers 60 av. J.-C. On peut, aussi bien, le classer dans l'école médio-platonicienne.
On a perdu ses œuvres, mais les fragments (chez Stobée, Plutarque de Chéronée) montrent qu'il a écrit sur l'astronomie et la logique ; il a commenté le Timée de Platon, il a attaqué les Catégories d'Aristote.
Selon Matthias Baltes le Pseudo-Timée, auteur d'un traité néo-pythagoricien Sur le monde, appartient au cercle d'Eudore.

## Philosophie
Eudore trouve la fin morale dans la formule à la fois pythagoricienne et platonicienne : « Suis Dieu ». Pythagore demande de ressembler à Dieu ; Platon demande de « se rendre, dans la mesure du possible, semblable à la divinité » (Théétète, 176 b). Il rompt avec le platonisme de la Moyenne Académie, sceptique. L'originalité doctrinale d'Eudore d'Alexandrie consiste à placer l'Un, suprême, seul véritable principe (arkhê), au-dessus de deux « principes » en dualité, la Monade (ou second Un) et la Dyade (l'Illimité, la matière, les Éléments). Cette idée est rapportée par Simplicios de Cilicie dans son Commentaire de la 'Physique' d'Aristote, 181. Ainsi, Eudore d'Alexandrie est le premier penseur à proposer un monisme transcendant qui annonce Plotin. P. T. Keyser écrit en 1998 que la lettre II du pseudo-Platon, apocryphe, relèverait de la philosophie d'Eudore, dans ce passage :
« Sur la nature du premier, c'est par énigmes qu'il me faut donc t'en parler... Autour du roi de toutes choses [l'Un suprême ?] se trouvent toutes choses ; c'est en vue de lui que tout existe et c'est lui qui est la cause d'absolument tout ce qui est beau. Autour du second [la Monade ?] se trouvent les choses de second rang [les Idées ? les âmes ?], et autour du troisième [la Dyade ?], les choses de troisième rang [la matière ? les choses connues par les sens ?] »
— Platon, Lettres, lettre n° II, 312, trad. Luc Brisson, Garnier-Flammarion, 1994, p. 83.
Il est possible que Sénèque résume la morale d'Eudore dans ses Lettres à Lucilius, no 89, 14 sq.

### Fragments d'Eudore d'Alexandrie
- C. Mazzarelli, Raccolta e interpretazione delle testimonianze e dei frammenti del medioplatonico Eudoro di Alessandria, in Rivista di Filosofia Neoscolastica, 77 (1985), p. 197-209 et 535-555.
- Photios, Bibliothèque (Myriobiblion, vers 835), trad. R. Henry, Les Belles Lettres, 9 t. Livre VII = t. 7, 1974, 462 p., p. 126-134. Ce texte sur Pythagore proviendrait - selon Willy Theiler, Theiler, Zur Geschichte der teleologischen Naturbetrachtung bis auf Aristoteles, Berlin 1924, deuxième édition 1965 - d'Eudore d'Alexandrie.

### Sources
- Sénèque, Lettres à Lucilius, no 89.
- Plutarque de Chéronée, Moralia, no 70 : De la création de l'Âme du monde (De animae procreatione)
- Simplicios de Cilicie, Commentaires sur la 'Physique' d'Aristote (vers 535), édi. par Hermann Diels : In Aristotelis Physicorum libros (extraits), coll. « Commentaria in Aristotelem Graeca » (CAG), t. IX-X, Berlin, 1907. Trad. an. D. Konstan, J. O. Urmson, C. Hagen, B. Fleet, R. McKirahan : Simplicius, On Aristotle Physics, Londres, Duckworth and Cornell University Press, coll. "The Ancient Commentators on Aristotle", 1989, 1992, 1994, 1997, 2001.
- Stobée, Anthologium (vers 490).

### Études sur Eudore d'Alexandrie
- J. Dillon, The Middle Platonists, Cornell University Press, 1977, p. 115-135.
- Eric Dodds, "The 'Parmenides' of Plato and the Origin of the Neoplatonic One", Classical Philology, 22 (1928), p. 129-142.
- H. Dorrie, "Der Platoniker Eudorus von Alexandreia", Hermès, 79 (1944), p. 25-38 (réédité in Platonica minora, Munich, 1976, p. 297-309).
- Charles H. Kahn, Pythagoras and the Pythagoreans, Hackett Publishing, 2001, p. 94-99.
- P. T. Keyser, "Orreries, the Date of [Plato's] Letter II, and Eudorus of Alexandria", Archiv für Geschichte der Philosophie, 80, 1998, p. 241-267.
- H. Tarrant, "Eudorus and the Early Platonist Interpretation of the Categories", dans M. Achard et F. Renaud (éds.), Le commentaire philosophique (II), Laval théologique et philosophique, 64.3, 2008, p. 583-595.